# Bernard Salam
Bernard Salam (ur. 11 kwietnia 1943 roku) – francuski kierowca wyścigowy.

## Kariera
Salam rozpoczął karierę w międzynarodowych wyścigach samochodowych w 1980 roku od startów w World Challenge for Endurance Drivers, gdzie jednak nie zdobywał punktów. W późniejszych latach Francuz pojawiał się także w stawce World Championship for Drivers and Makes, 24-godzinnego wyścigu Le Mans, FIA World Endurance Championship, French Touring Car Championship, European Touring Car Championship, World Touring Car Championship, FIA GT3 European Cup, Blancpain Endurance Series, 24 Hours of Barcelona, V de V Endurance GT Tourisme oraz V de V Michelin Endurance Series.